# Biserica romano-catolică din Sâncraiu de Mureș
Biserica romano-catolică din Sâncraiu de Mureș este un monument istoric aflat pe teritoriul satului Sâncraiu de Mureș, comuna Sâncraiu de Mureș. În Repertoriul Arheologic Național, monumentul apare cu codul 114391.04.

## Galerie

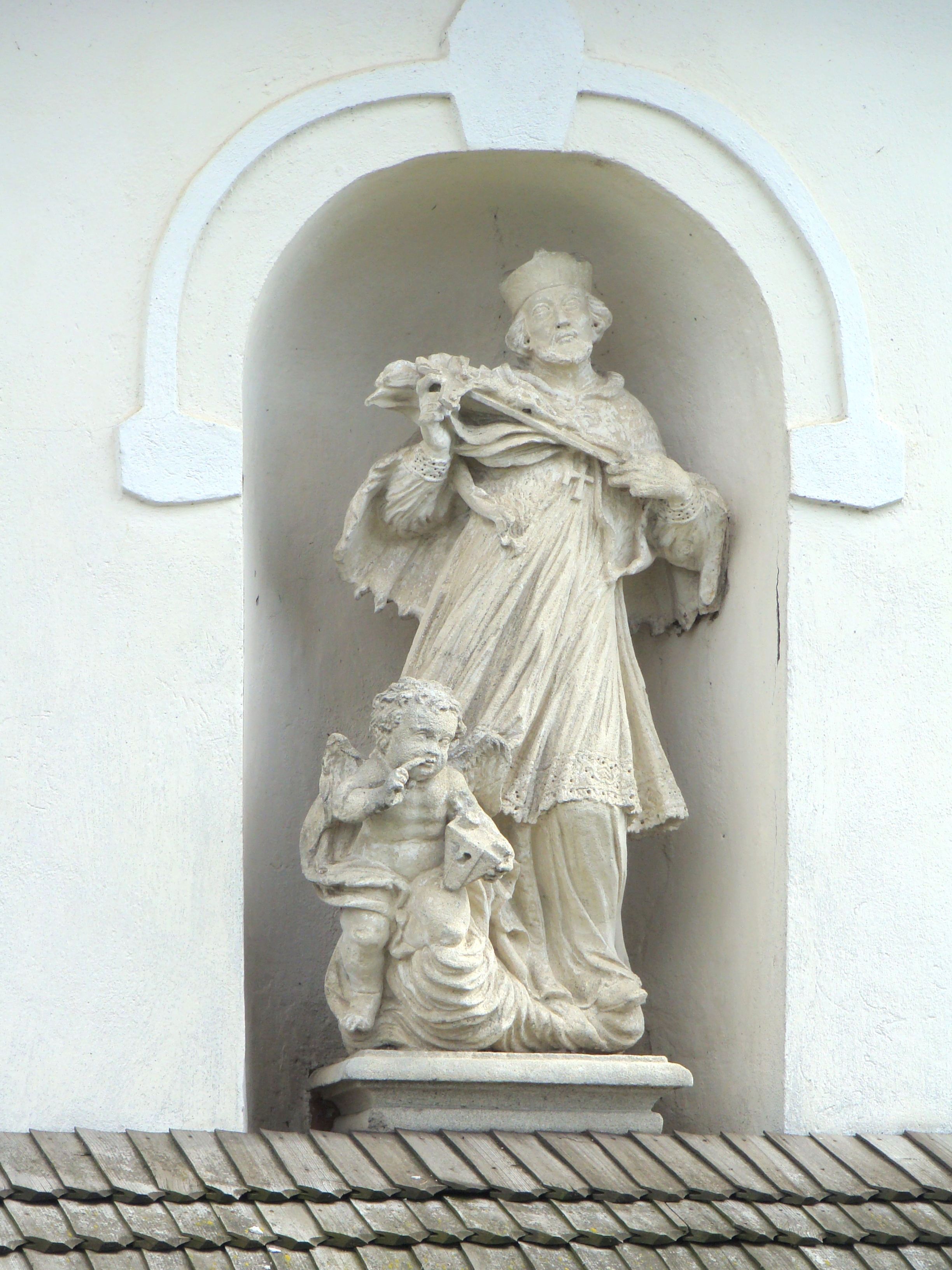
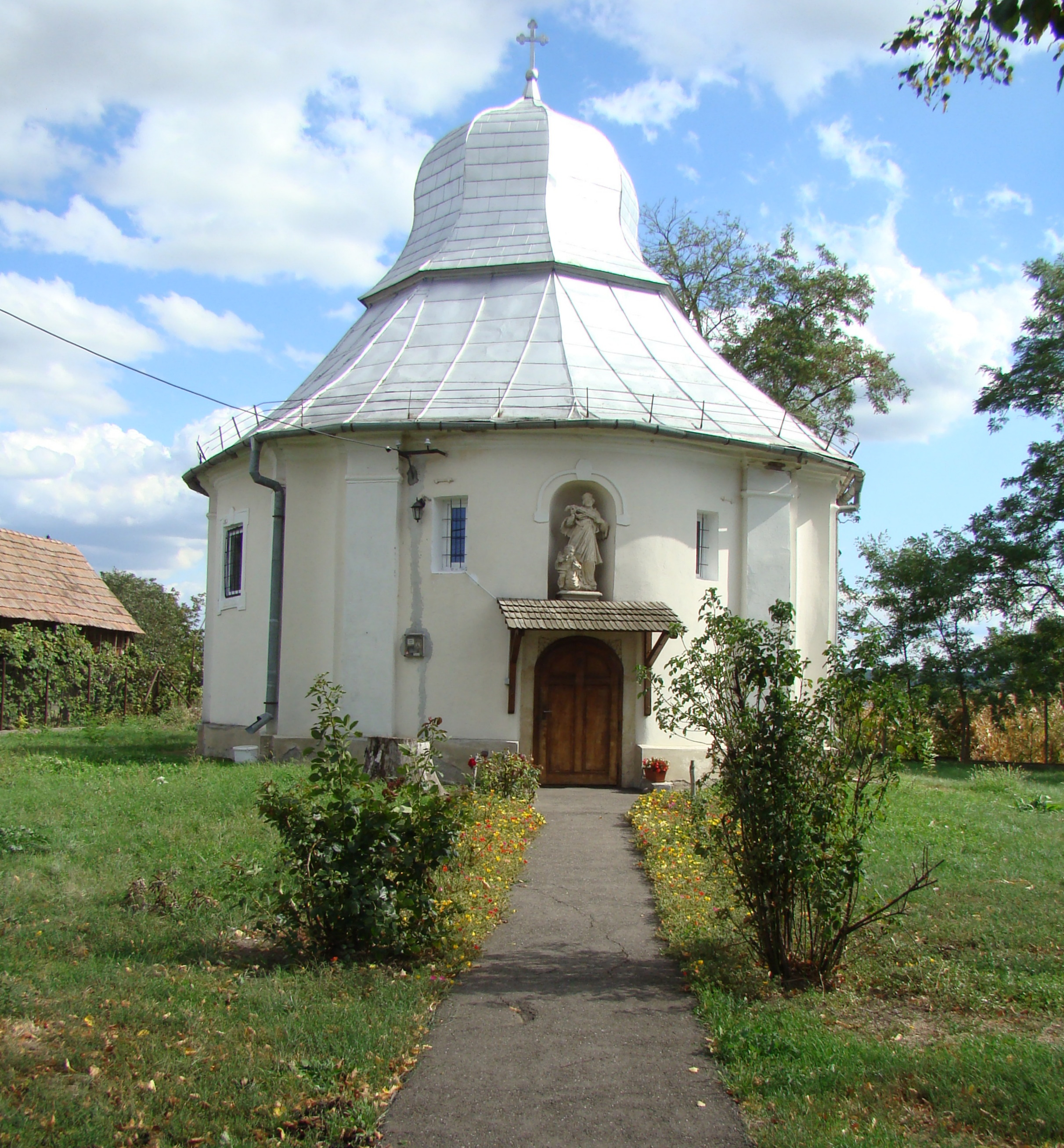
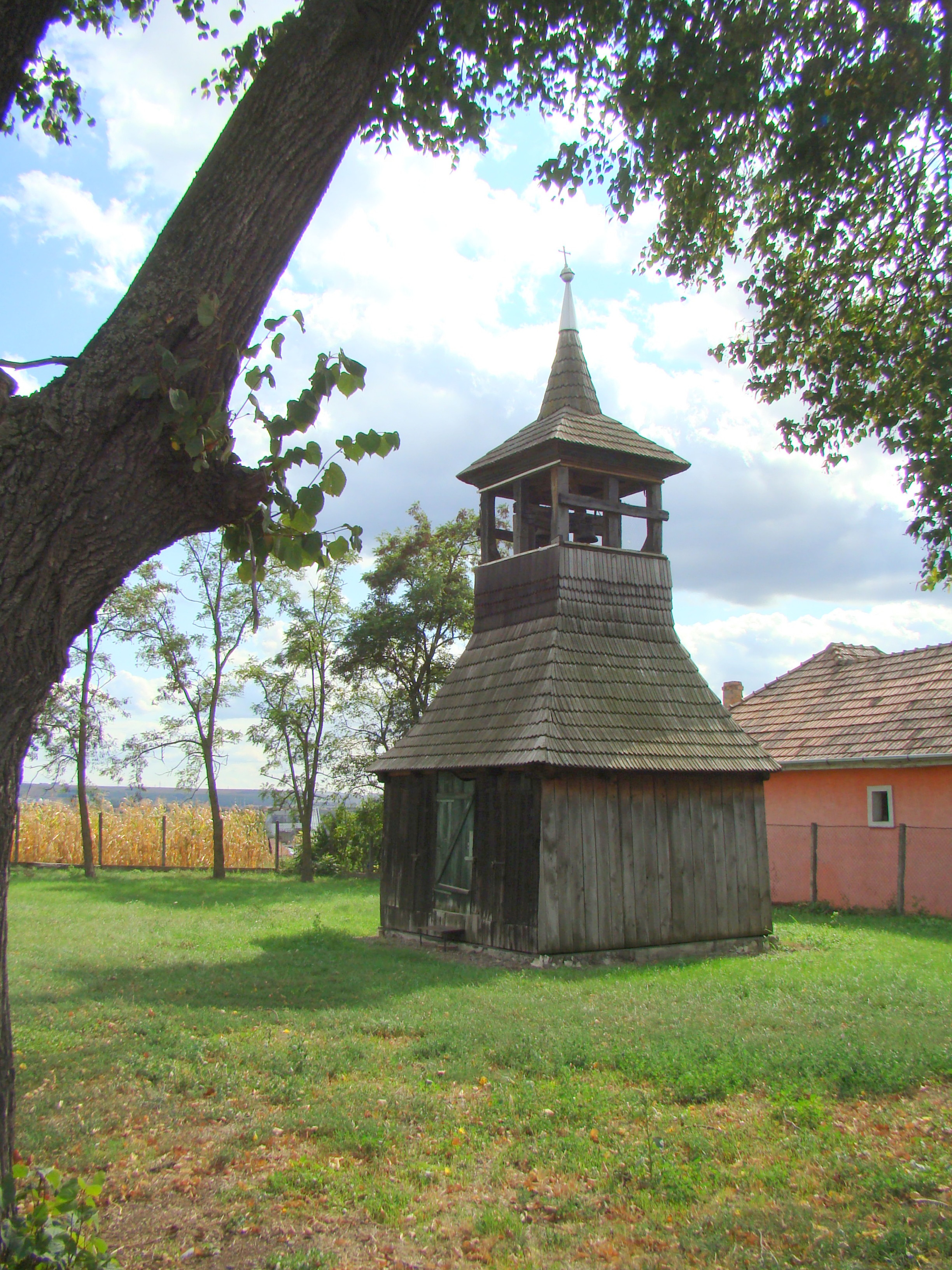
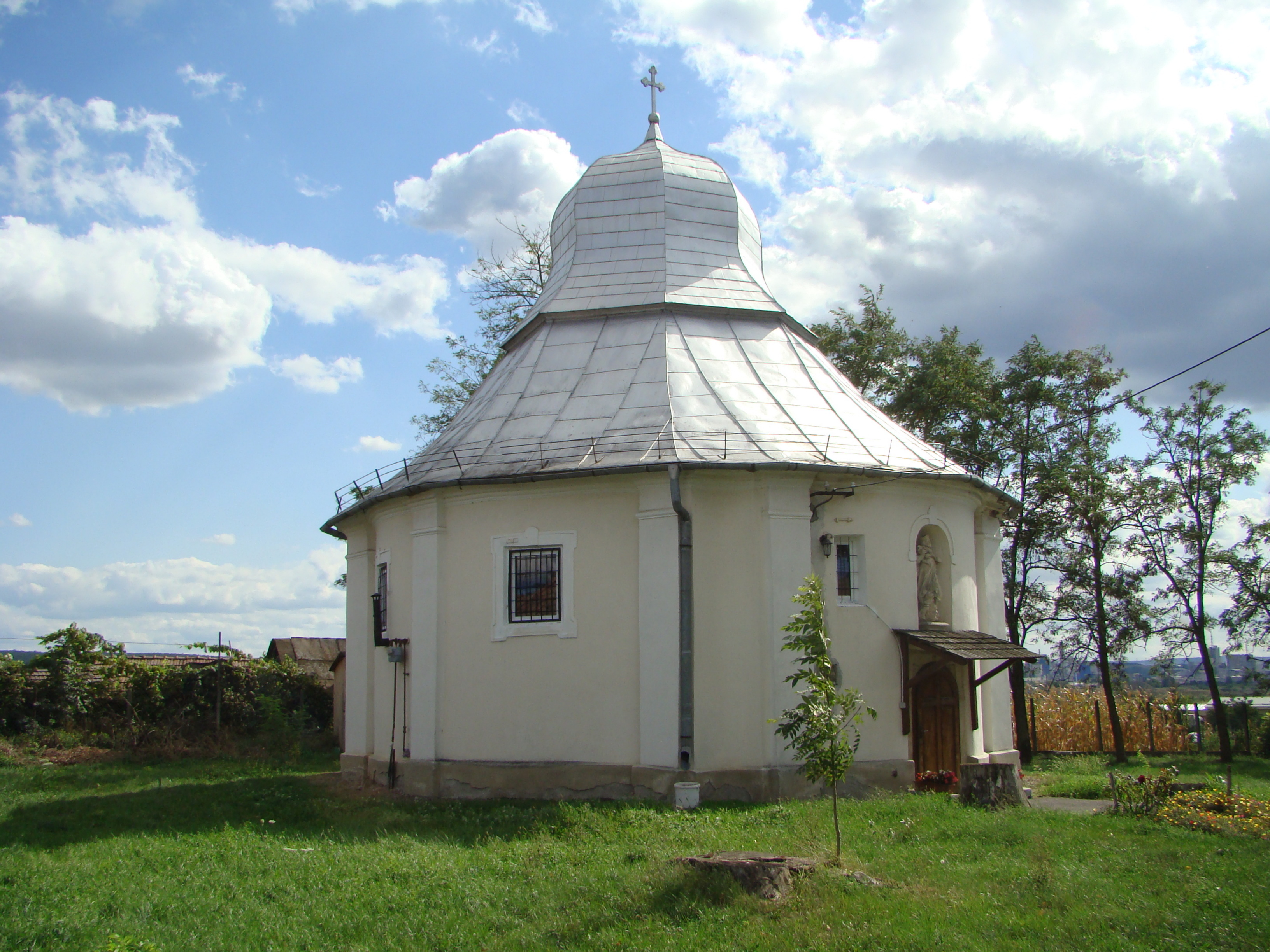
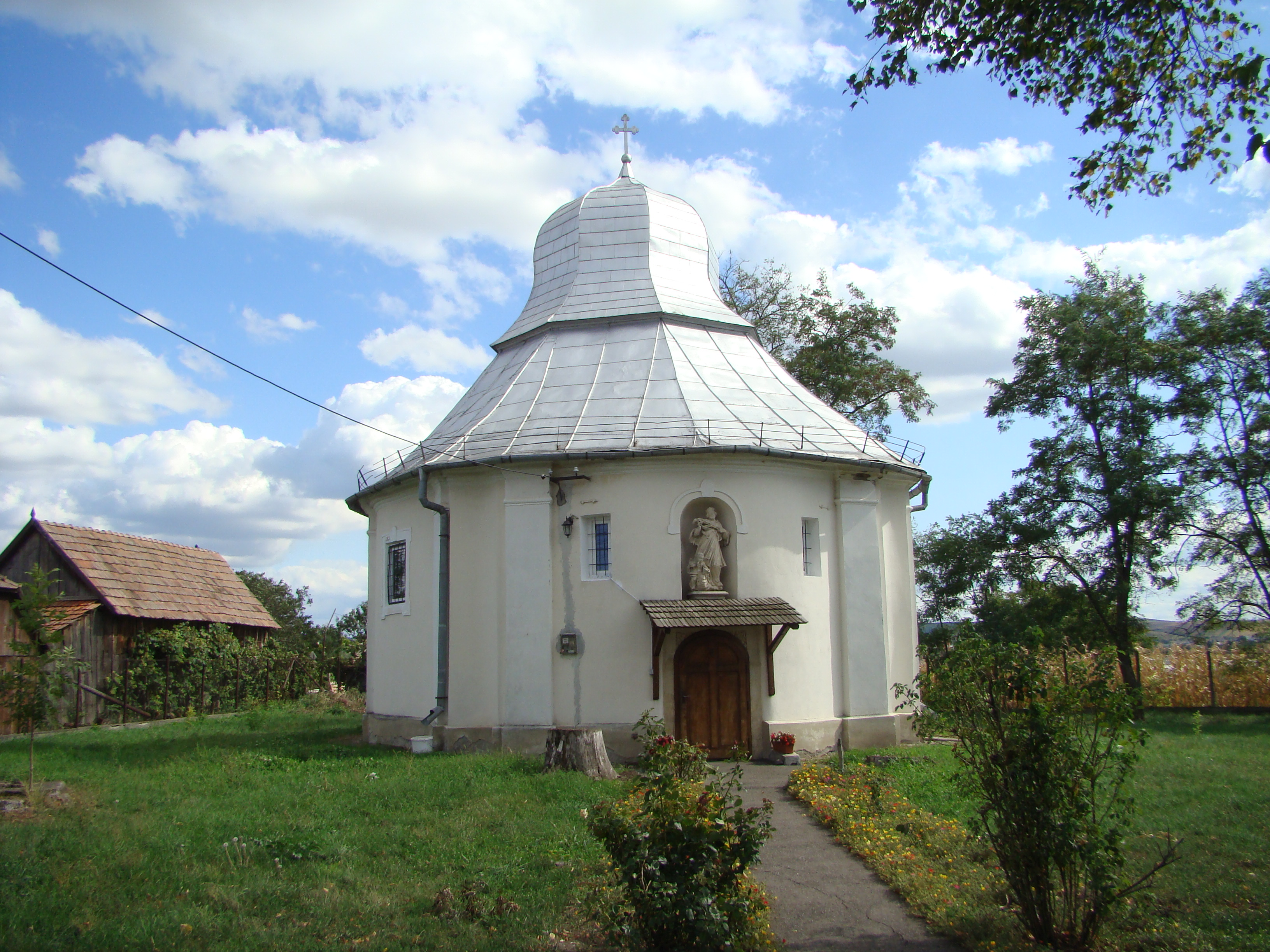
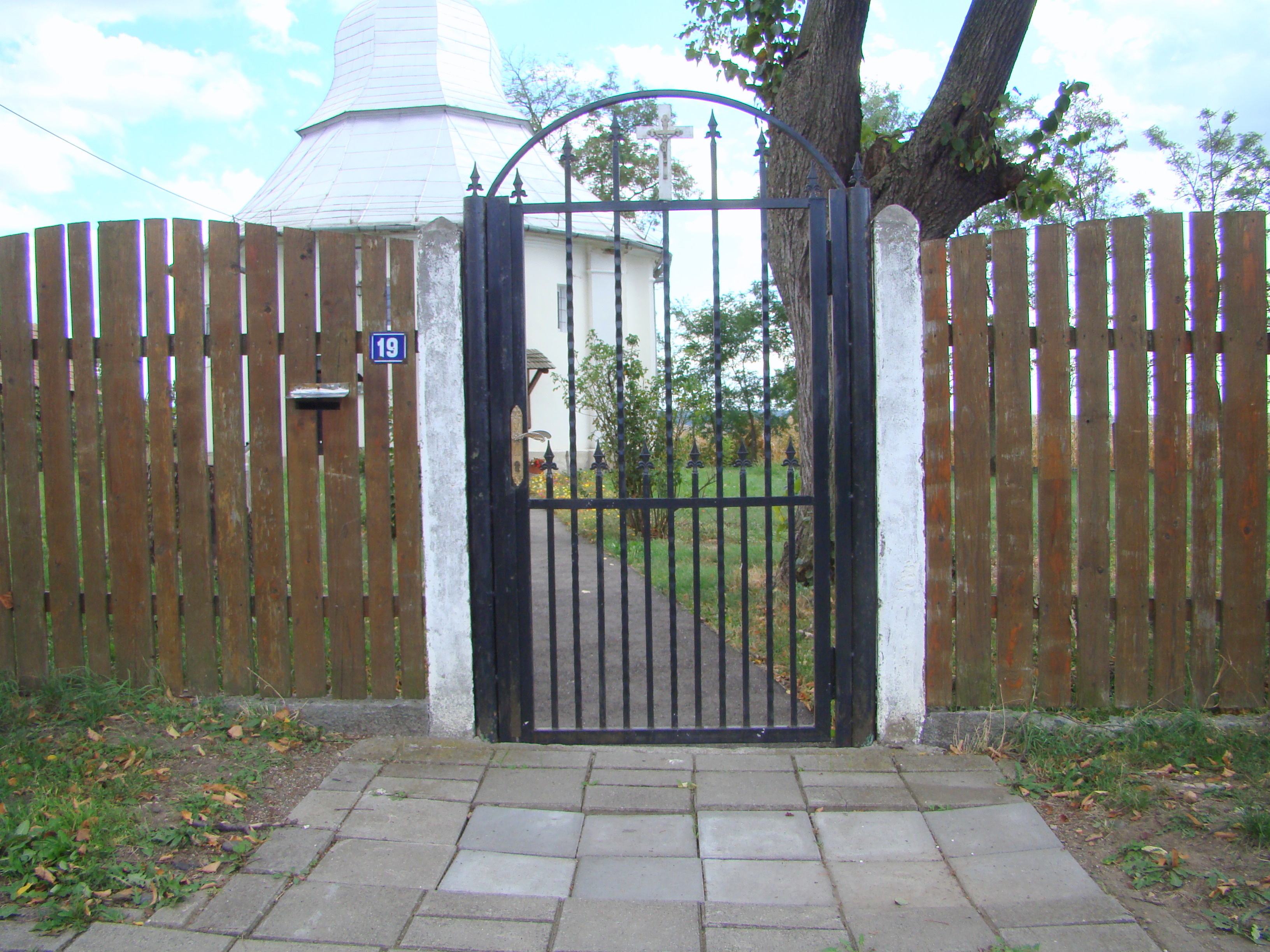